# 閩學

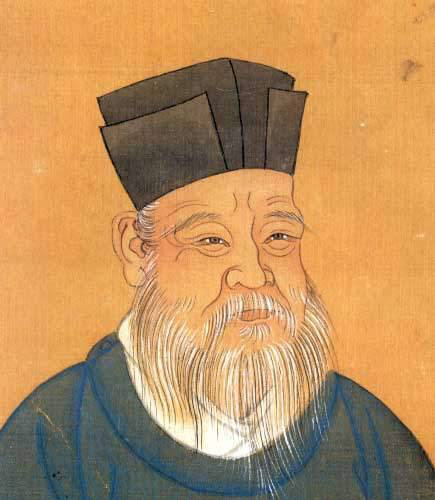
朱熹相

閩學，又稱“閩學學派”，由南宋朱熹（1130年～1200年）所創建，主要內含為朱熹理學，又稱朱學。
朱熹講學於福建的崇安、建陽、尤溪、連江、長樂等地，其思想脈絡上承孔孟及先秦儒家諸子，直續楊時、二程，又融合武夷文化，是古代中國社會中後期思想的集大成者，因此有“中原文獻，十九在閩”、“朱子門人半天下”之說，閩學又稱朱子學，為中國傳統理學的頂峰，影響了未來的數百年的文化、思想甚至是科舉考試。